# Болсовер
Болсовер (англ. Bolsover) — неметрополитенский район (англ. non-metropolitan district) в церемониальном графстве Дербишир, Англия. Назван в честь города Болсовер, который находится неподалёку от географического центра района, при этом административным центром является деревня Клаун. По данным переписи 2011 года население района составило 75 866 человек.

## География
Район расположен в северо-восточной части графства Дербишир, граничит на севере с графством Саут-Йоркшир, на востоке — с графством Ноттингемшир.

## Состав
В состав района входит 2 города:
- Болсовер
- Ширбрук

и 12 общин (англ. civil parish):
- Олт Хакнолл
- Барлборо
- Блэкуэлл
- Клаун
- Элмтон
- Глапуэлл
- Пинкстон
- Плесли
- Скарклифф
- Саут-Нормантон
- Тибшелф
- Уитуэлл